# Kanton Schœlcher-2
Der Kanton Schœlcher-2 war ein Kanton im französischen Übersee-Département Martinique im Arrondissement Fort-de-France. Er umfasste einen Teil der Gemeinde Schœlcher.
Vertreter im Generalrat des Départements war seit 2011 Fred Derné. 